# Pojo prästgård
Pojo prästgård, som även kallas Dalkarby prästgård, är en historisk prästgård i Pojo i Raseborg i det finländska landskapet Nyland. Prästgården ägdes av Raseborgs kyrkliga samfällighet fram till år 2013 när den såldes åt en privatperson.
Pojo prästgårds nuvarande huvudbyggnad uppfördes på 1700-talet. Väggbeklädnaden och fönstren har gjorts vid prästgårdens renovering i slutet av 1800-talet. Prästgården i Pojo har varit belägen på samma plats sedan 1200-talet. Pojo prästgårds huvudbyggnad har mansardtak. Byggnaden har senare försetts med låga flygeldelar av altantyp. På gårdsområdet finns olika gamla ekonomibyggnader som folkstugan som följer prästgårdens byggnadsform.